# Ruiter (persoon)

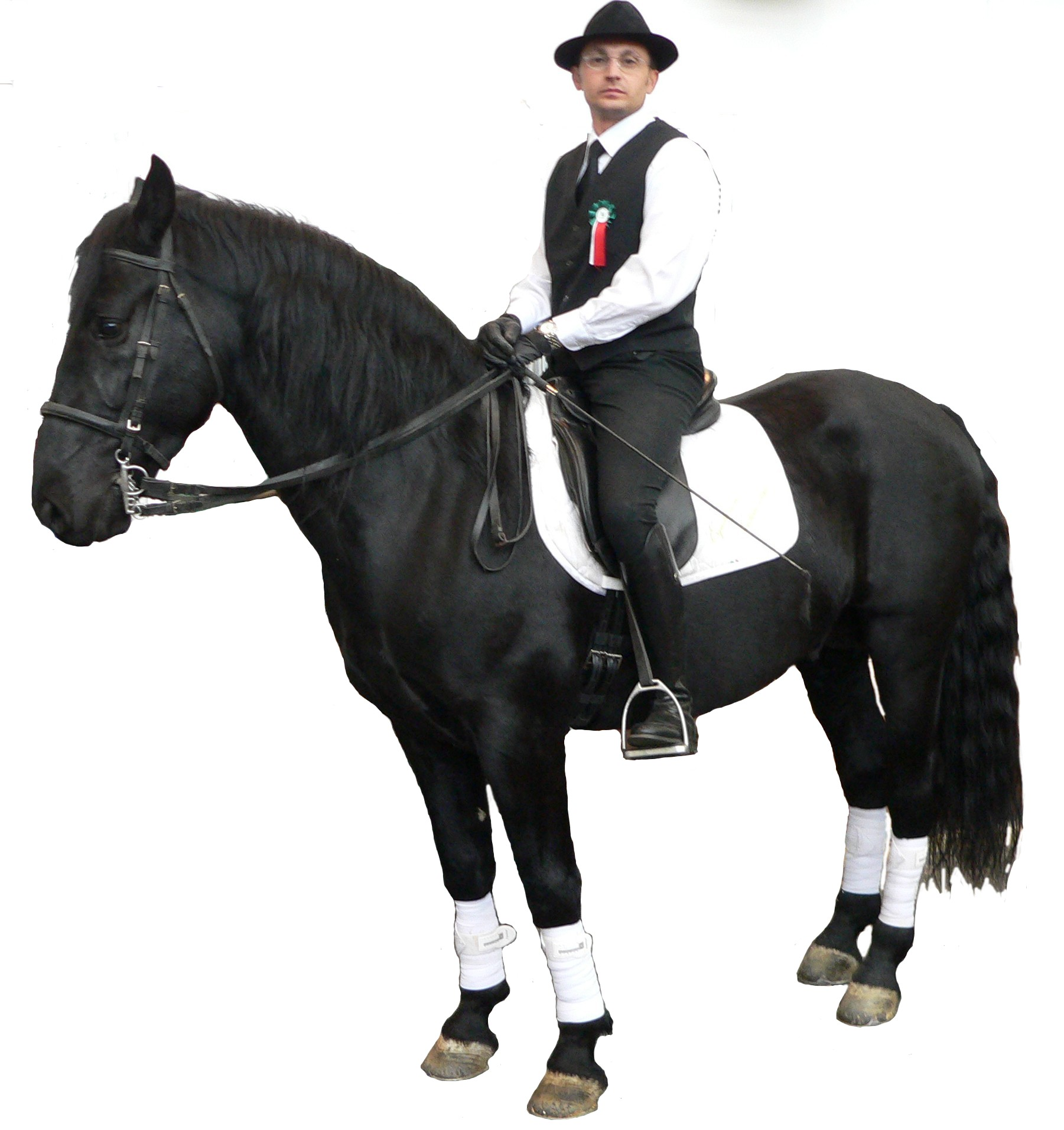
Een Italiaanse ruiter

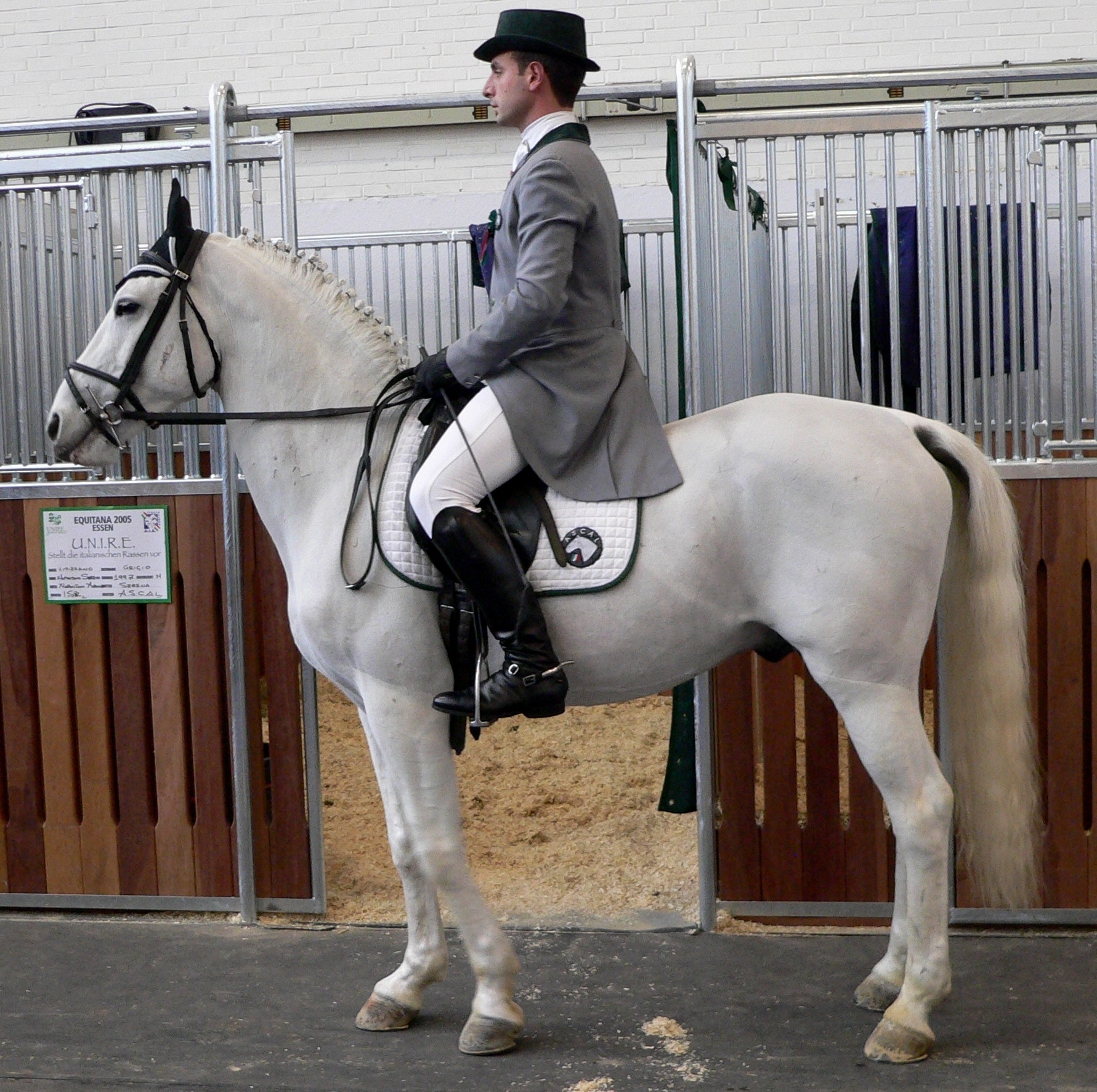
Een ruiter op een lipizzaner

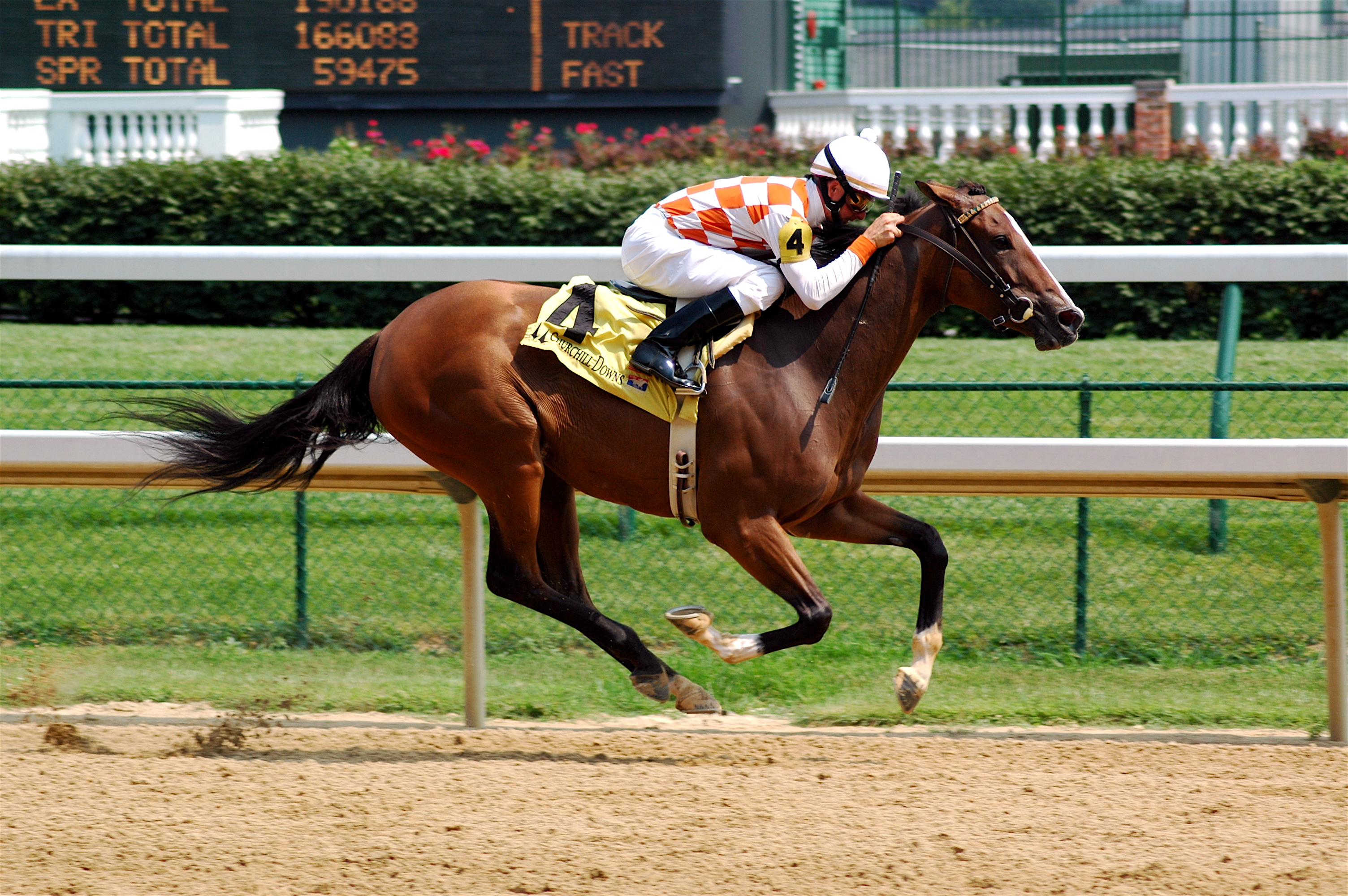
Een jockey op een Engelse volbloed op de Churchill Downs-paardenraces

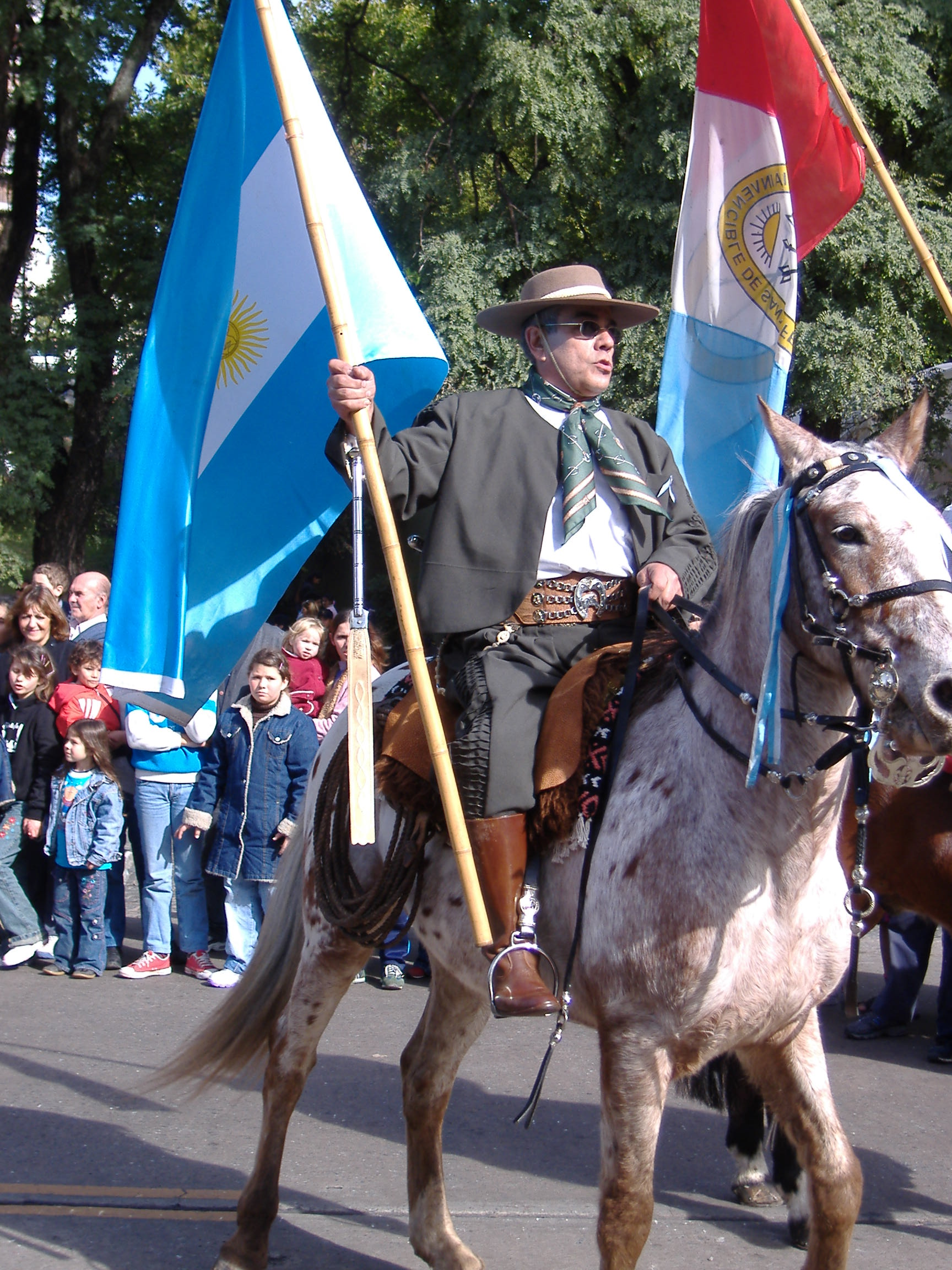
Een gaucho

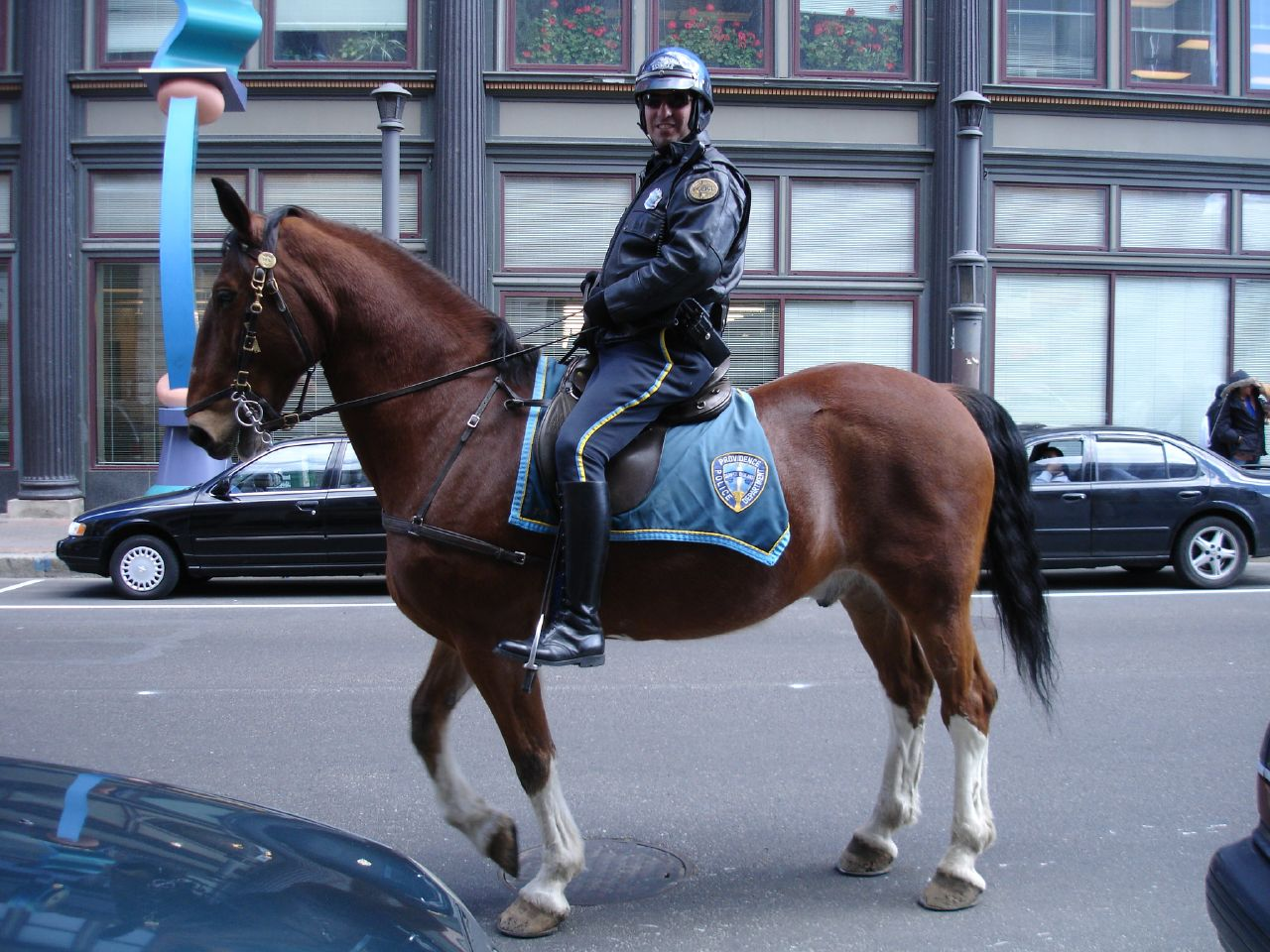
Een agent van de bereden politie in de VS

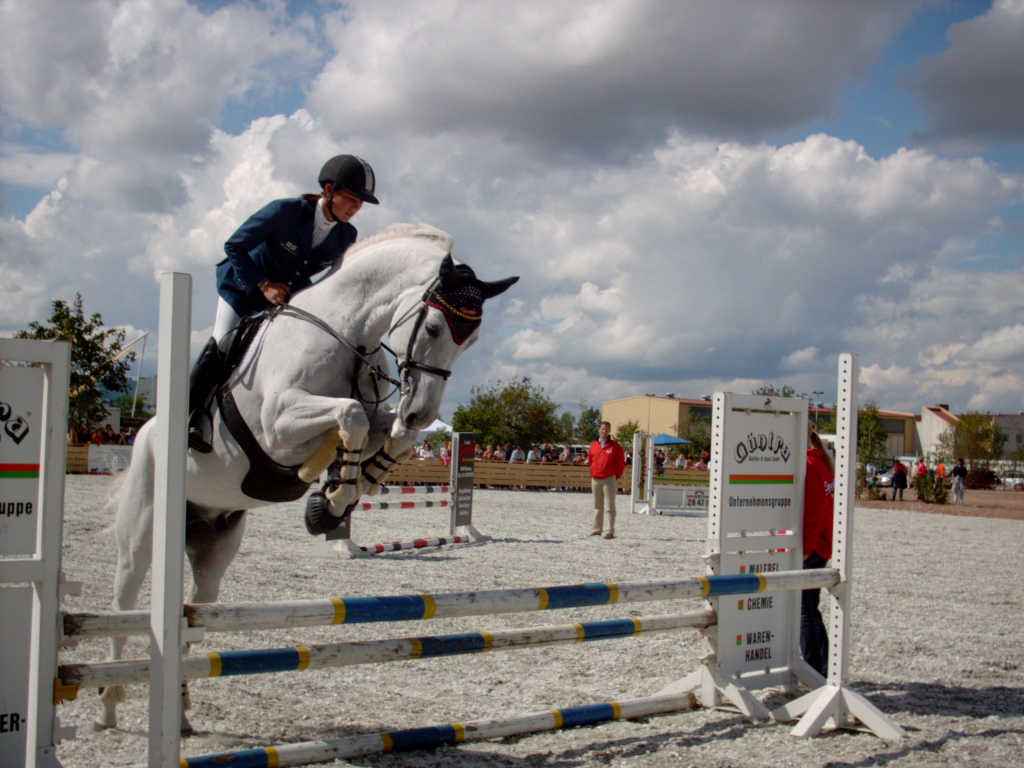
Een jonge springruiter

Een ruiter is iemand die een paard berijdt. 
Al voor de middeleeuwen raakte het paard ingeburgerd in Europa.

## Soorten ruiters

### Amazone
Een vrouwelijke ruiter wordt soms ook wel amazone genoemd. Er bestaan speciale dameszadels waarop dames met jurk aan niet schrijlings behoefden te zitten maar in amazonezit (met beide benen aan één kant) konden zitten.

### Dressuurruiter
Een dressuurruiter houdt zich bezig met wat men wel noemt de basis van de paardensport. Het gaat om het gymnastiseren van het paard: het dier sterk, buigzaam en gehoorzaam maken, waardoor hij/zij de ruiter makkelijk kan dragen. Ook is dressuur een jurysport: de combinatie ruiter/paard neemt deel aan dressuurproeven en probeert daarbij zo veel mogelijk punten te behalen door het correct uitvoeren van de oefeningen.

### Jockey
Een jockey is een lichte ruiter die renpaarden berijdt op races op renbanen zoals Duindigt. Jockey's zijn vaak klein van postuur en dragen vaak opvallend gekleurde kleding, zodat zij op grote afstand te herkennen zijn. Jockeys gebruiken korte beugelriemen zodat zij eigenlijk niet in het zadel zitten maar meer in de stijgbeugels staan.

### Herder
Cowboys en gaucho's zijn ruiters uit de Verenigde Staten en Argentinië, die voor het bijeenhouden en opdrijven van kuddes vee zorgen. Ook in andere landen gebruiken veehoeders paarden bij het bewaken van hun kuddes.

### Militair
Elementair om als cavalerie effectief te kunnen strijden was het gebruik van de stijgbeugel die tussen de 6de en de 8ste eeuw zijn intrede deed in het Westen. 
De ruiter kon nu grote afstanden in het zadel afleggen, slagen toedienen terwijl hij rechtstond, de kracht van zijn benen gebruiken en de kracht en de snelheid van zijn paard op zijn wapens overbrengen. 
Mongoolse ruiters wisten grote delen van Azië en zelfs steden in Europa te veroveren dankzij hun uitmuntende rijkunst.
Een probleem was het tegengaan van de slijtage van de hoef. Allerlei schoeisel werd uitgeprobeerd. Van de Kelten hadden de Romeinen het hoefbeslag met spijkers overgenomen. Hoewel die techniek bij de val van het Romeinse Rijk verloren ging, werd het hoefijzer in de 8e eeuw in West-Europa opnieuw bekend via de Byzantijnen. 
Een andere belangrijke verbetering was de knop vooraan en de rugsteun achteraan op het zadel (5de eeuw).
Onder meer huzaren, dragonders, uhlanen, kurassiers en lansiers waren cavaleristen die jarenlang in allerlei legers meestreden.

### Bereden politie
Politiepaarden van de bereden politie zijn goed getrainde paarden die gewend zijn in ongewone situaties rustig te blijven. Een bereden agent heeft een goed overzicht en kan snel zijn wanneer dat nodig is.

### Recreatieruiter
Recreatieruiters rijden met een eigen paard of met een paard van een manege. Ze maken voornamelijk buitenritten. Dit kan individueel, in tweetallen of in groepen gebeuren.

### Springruiter
Springruiters rijden hindernisparcoursen en proberen daarbij foutloos te blijven en de snelste tijd te bereiken. Het parcours bestaat uit tien of meer hindernissen met losliggende, in hoogte verstelbare balken.

## Ruiters in de beeldende kunst
In de beeldende kunst komen ruiters voor vanaf vroege eeuwen in ruiterstandbeelden, schilderijen, fresco's, miniaturen en reliëfs.

Ruiters in de beeldende kunst
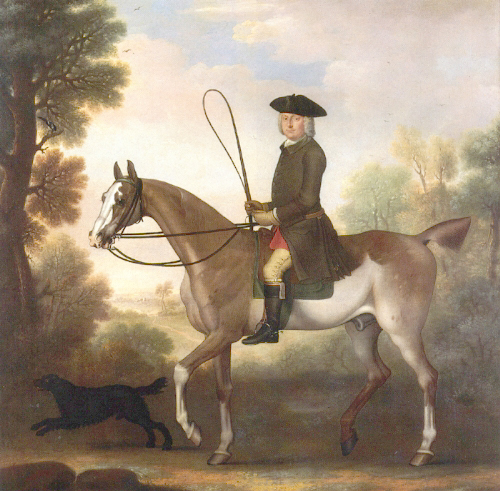
James Seymour: Thomas Gage te paard
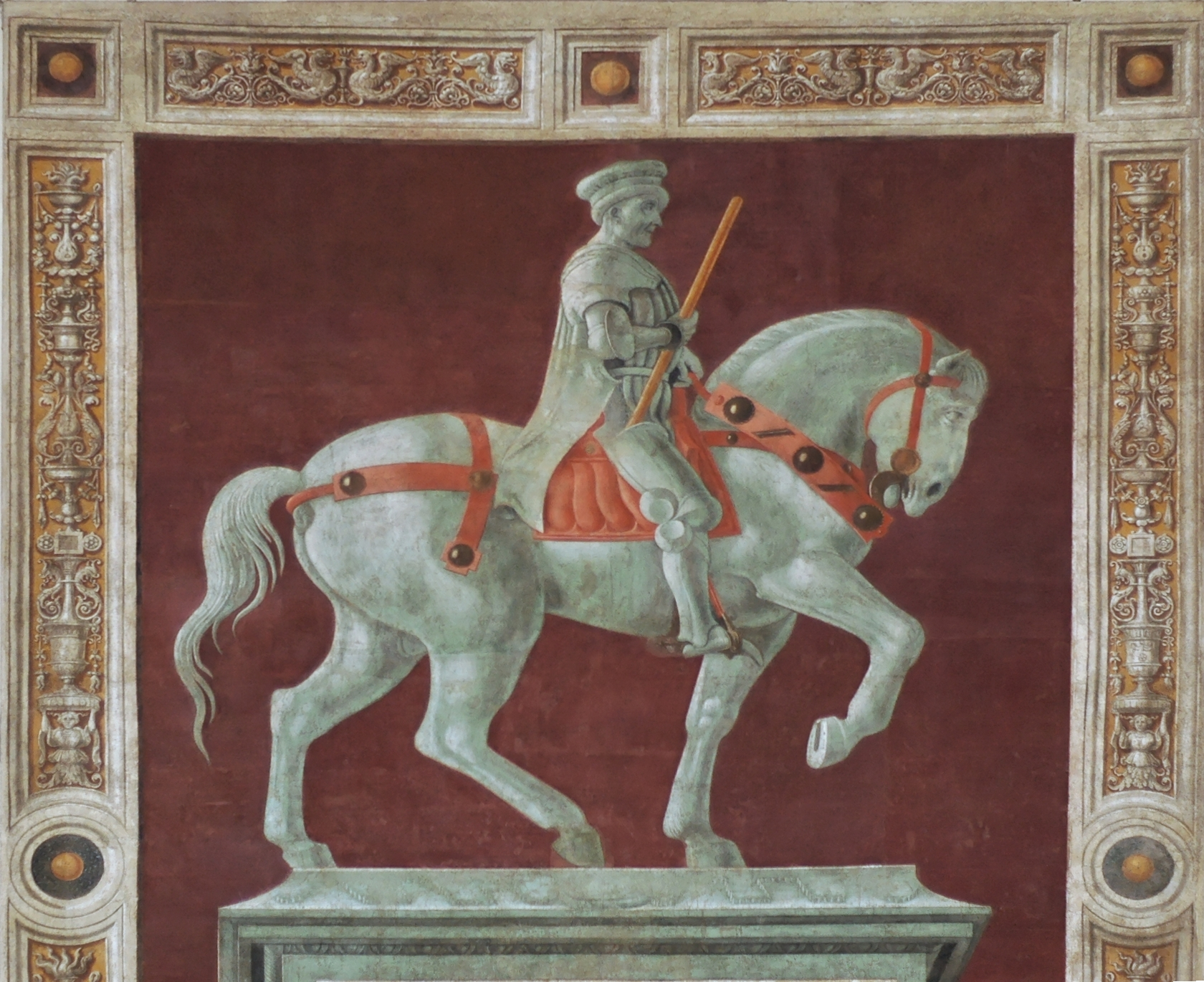
Paolo Uccello: Giovanni Acuto te paard
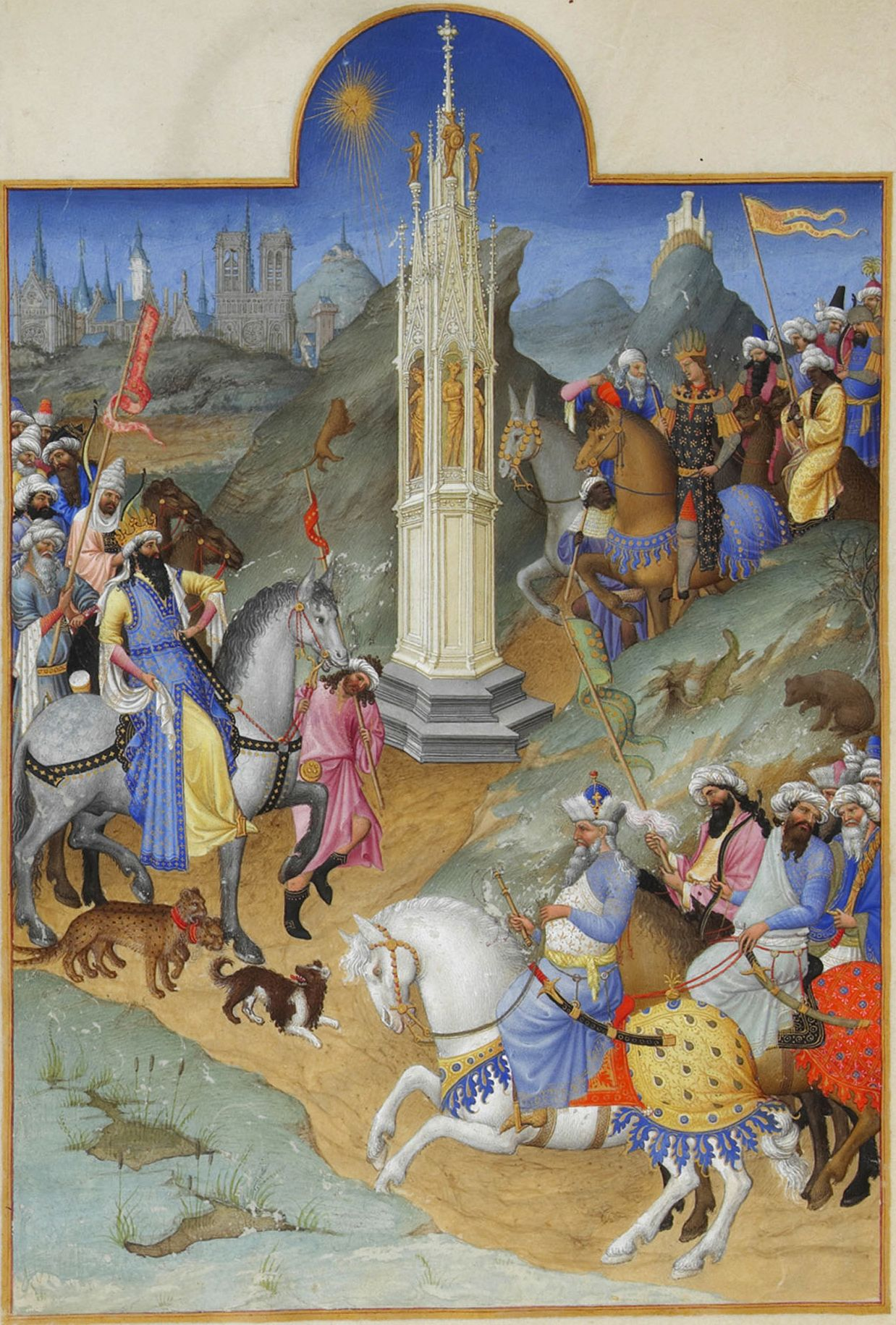
Een miniatuur met ruiters
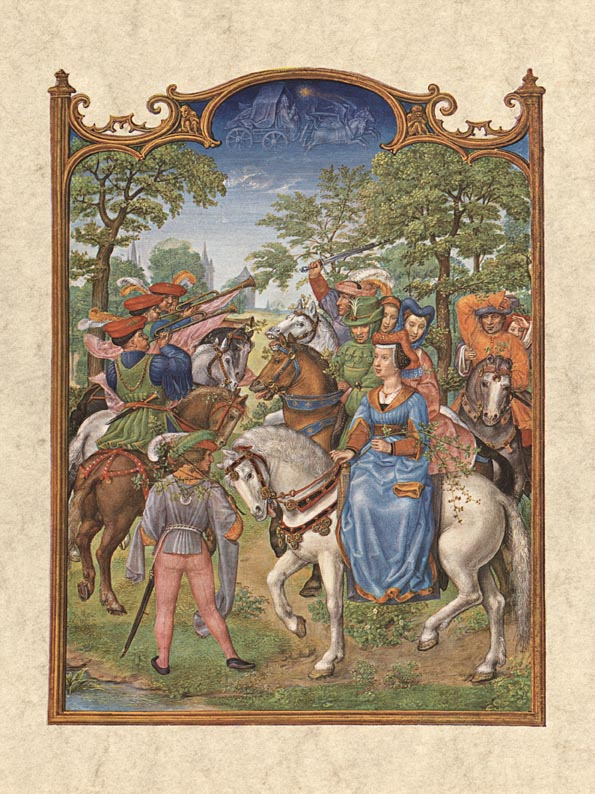
Een middeleeuwse amazone
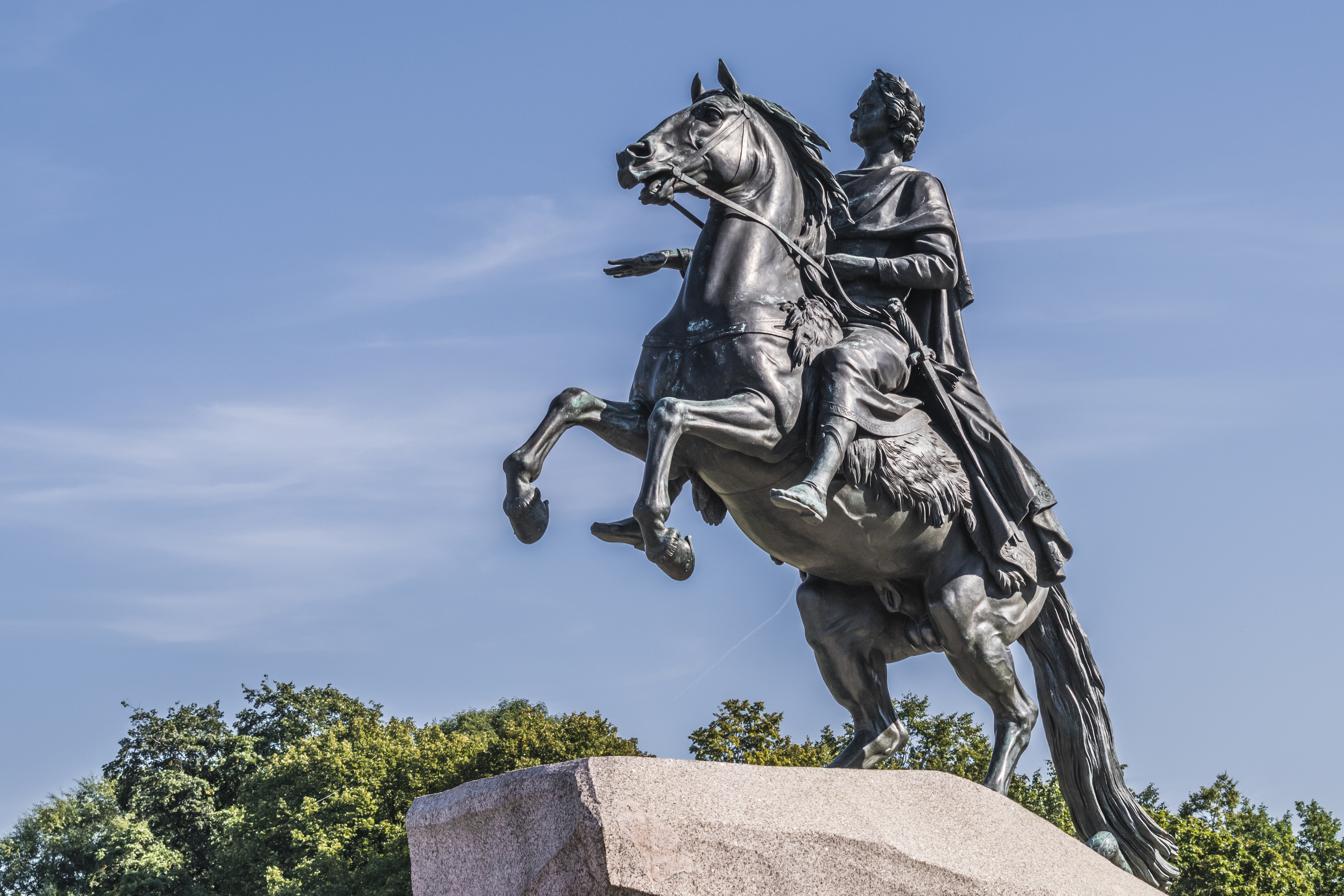
Standbeeld: Eherne Reiter
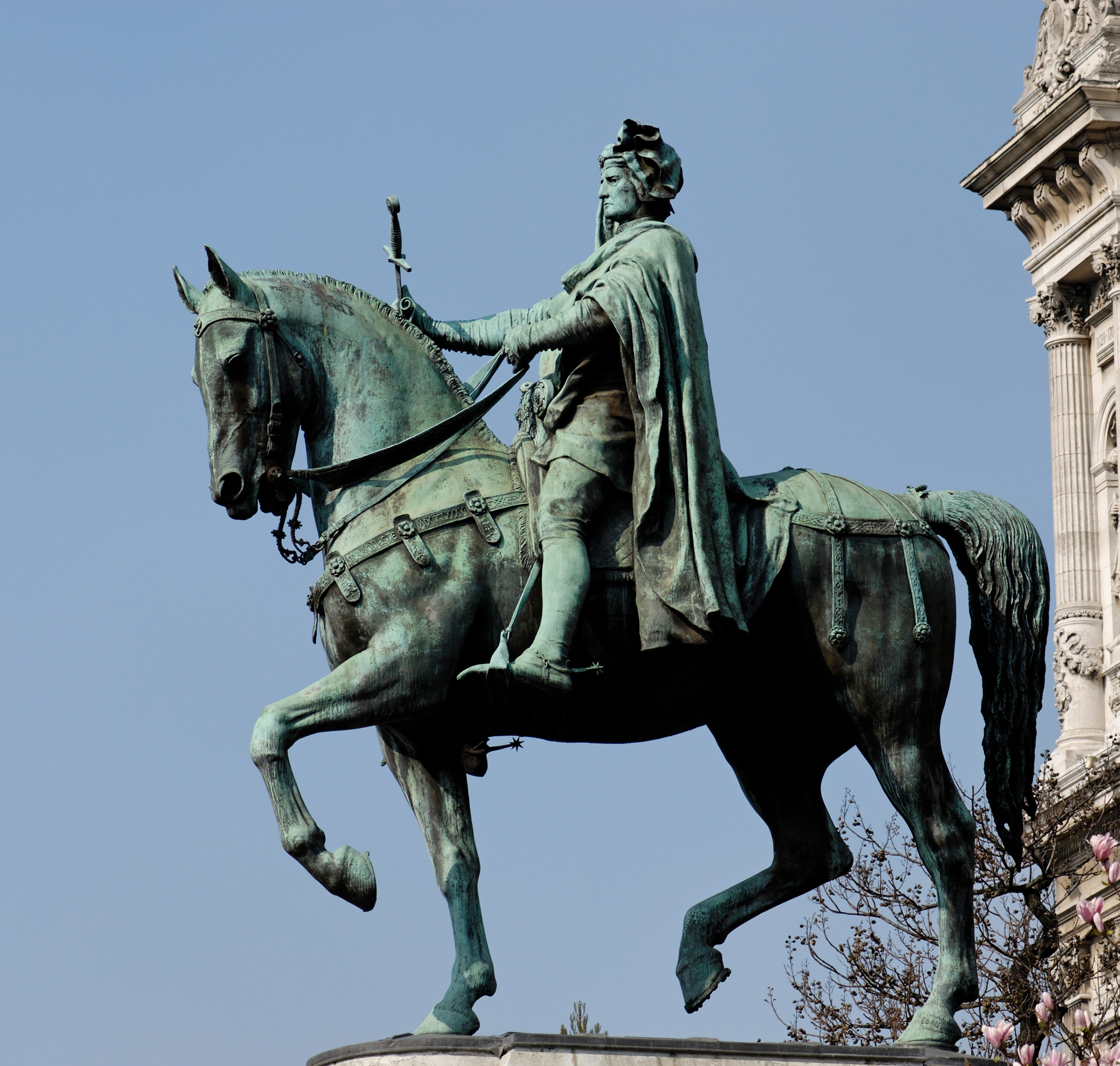
Frans ruiterstandbeeld
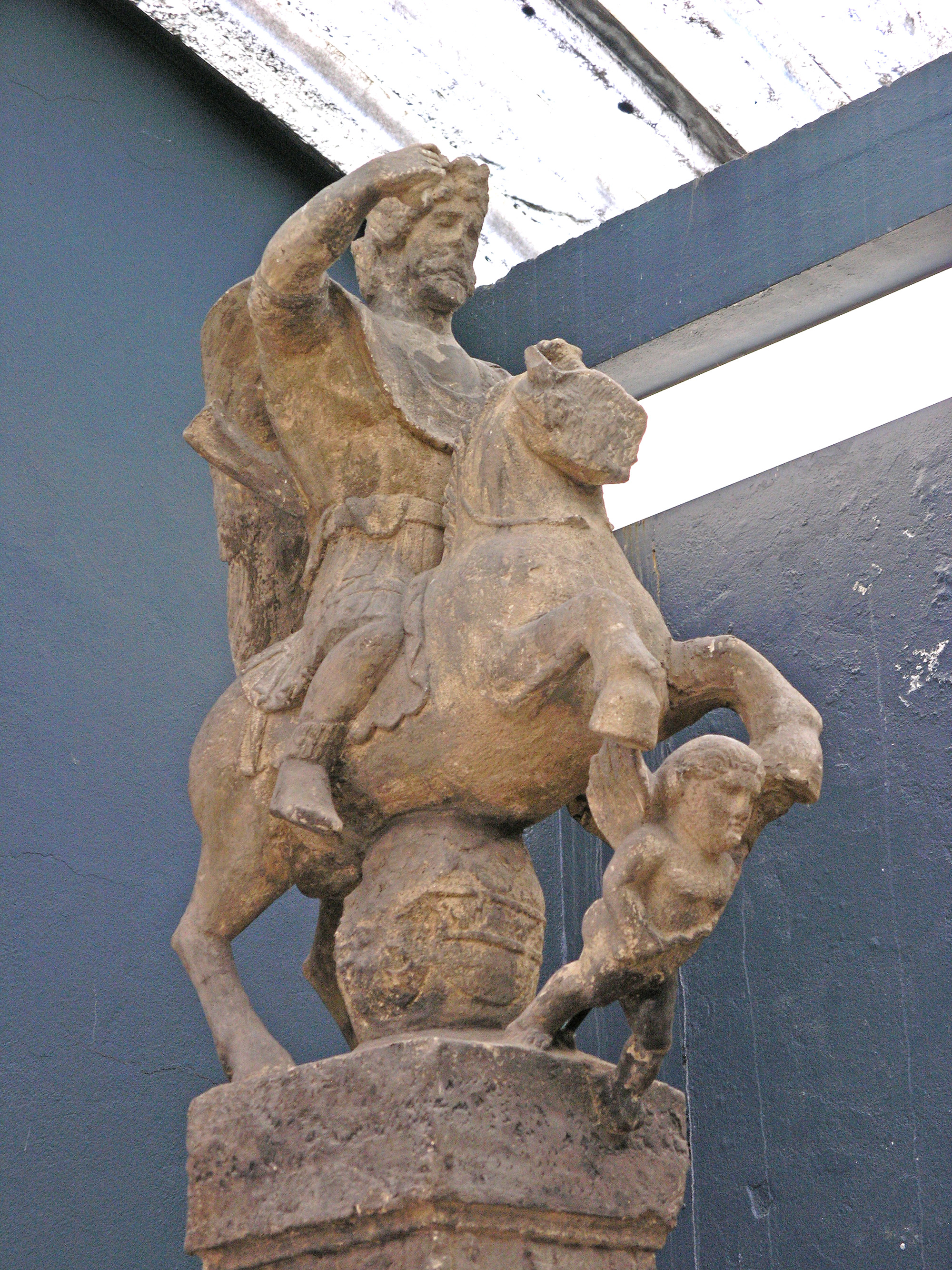
Jupiter te paard